# Ștefan Berariu
Ștefan Constantin Berariu (Dumbrăveni, 14 de enero de 1999) es un deportista rumano que compite en remo.
Participó en dos Juegos Olímpicos de Verano, obteniendo una medalla de plata en Tokio 2020, en la prueba de cuatro sin timonel, y el quinto lugar en París 2024, en la misma prueba.
Ganó una medalla de plata en el Campeonato Mundial de Remo de 2019 y seis medallas en el Campeonato Europeo de Remo entre los años 2018 y 2025.

## Palmarés internacional
| Juegos Olímpicos   | Juegos Olímpicos      | Juegos Olímpicos  | Juegos Olímpicos   |
| Año                | Lugar                 | Medalla           | Prueba             |
| ------------------ | --------------------- | ----------------- | ------------------ |
| 2020               | Tokio (Japón)         | Medalla de plata  | Cuatro sin timonel |
| Campeonato Mundial |                       |                   |                    |
| Año                | Lugar                 | Medalla           | Prueba             |
| 2019               | Ottensheim (Austria)  | Medalla de plata  | Cuatro sin timonel |
| Campeonato Europeo |                       |                   |                    |
| Año                | Lugar                 | Medalla           | Prueba             |
| 2018               | Glasgow (Reino Unido) | Medalla de oro    | Cuatro sin timonel |
| 2021               | Varese (Italia)       | Medalla de plata  | Cuatro sin timonel |
| 2022               | Múnich (Alemania)     | Medalla de bronce | Cuatro sin timonel |
| 2023               | Bled (Eslovenia)      | Medalla de plata  | Ocho con timonel   |
| 2024               | Szeged (Hungría)      | Medalla de bronce | Ocho con timonel   |
| 2025               | Plovdiv (Bulgaria)    | Medalla de oro    | Cuatro sin timonel |